# Sanctuaire Notre-Dame-d'Aitara de Soibada
Le sanctuaire Notre-Dame-d’Aitara (en portugais : Santuario Nossa Senhora de Aitara) est une église située à Soibada (en) au Timor oriental, rattachée en tant qu’église paroissiale au diocèse de Baucau de l’Église catholique. La Conférence épiscopale timoraise (de) l’a déclaré sanctuaire national en 2002. On y vénère une statue de Marie, placée là en commémoration d’une apparition mariale non reconnue par le Vatican, fêtée localement le 16 octobre.

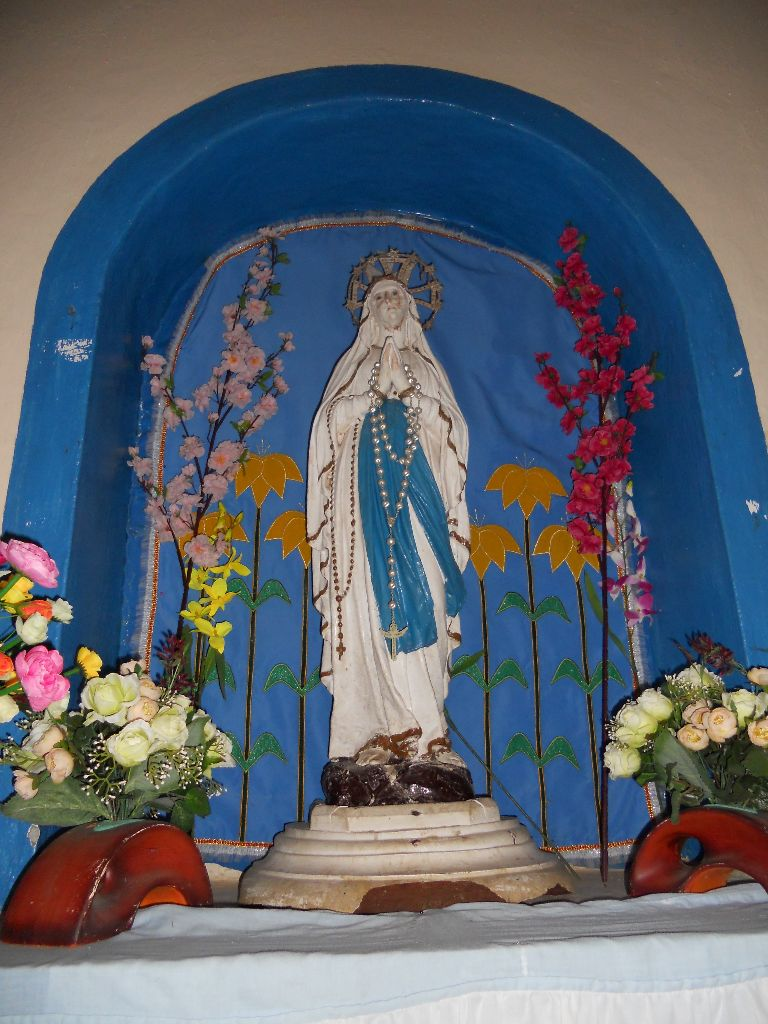
La statue vénérée.